# Telford Challenger 1991
Il Telford Challenger 1991 è stato un torneo di tennis facente parte della categoria ATP Challenger Series nell'ambito dell'ATP Challenger Series 1991. Il torneo si è giocato a Telford in Gran Bretagna dal 4 al 10 febbraio 1991 su campi in sintetico indoor.

## Vincitori

### Singolare
Jan Siemerink ha battuto in finale  Martin Laurendeau con il punteggio di 6–3, 6–4

### Doppio
Martin Laurendeau /  Leonardo Lavalle hanno battuto in finale  Peter Nyborg /  Jan Siemerink con il punteggio di 7–6, 6–3